# Ѓ
Ѓ (onderkast ѓ) is een letter van het cyrillische alfabet die in het Macedonisch wordt gebruikt. Hij wordt als /ɟ/ of /dʑ/ uitgesproken. Deze letter kan met de Г of Ґ worden verward.

## Weergave

### Unicode
De Ѓ en ѓ zijn in 1993 toegevoegd aan de Unicode 1.0 karakterset.
In Unicode vindt men Ѓ onder het codepunt U+0403 (hex) en ѓ onder U+0453.

### HTML
In HTML kan men voor Ѓ de code &GJcy; gebruiken, en voor ѓ &gjcy;.